# Polyscias paniculata
Polyscias paniculata é uma magnoliophyta da família Araliaceae, endémica em Maurícia e está ameaçada por perda de hábitat.